# کریسپل
کریسپل (به آلمانی: Krispl) یک منطقهٔ مسکونی در اتریش است که در ناحیه هالاین واقع شده‌است. کریسپل ۲۹٫۶۶ کیلومتر مربع مساحت دارد ۷۰۳ متر بالاتر از سطح دریا واقع شده‌است.